# Eleccions legislatives turques de 2018
Recep Tayyip Erdoğan ha obtingut el 52,5 per cent dels vots, més de 20 punts davant del principal candidat opositor, del centreesquerra secularista Muharrem Ince, líder del Partit Republicà del Poble (CHP), que havia aconseguit unir l'oposició, que va obtenir el 31 per cent dels vots.

## Antecedents
Erdoğan va formar una aliança amb el Partit del Moviment Nacionalista d'extrema dreta per establir una presidència executiva el 2017 en la que es van acceptar els canvis que es van aprovar en un referèndum constitucional.

## Resultats
| Partit | Partit                                                                | nov 2015 | 2018 | Canvi |
| ------ | --------------------------------------------------------------------- | -------- | ---- | ----- |
|        | Partit de la Justícia i el Desenvolupament Adalet ve Kalkınma Partisi | 295      | 290  | 5     |
|        | Partit Republicà del Poble Cumhuriyet Halk Partisi                    | 146      | 140  | 6     |
|        | Partit Democràtic del Poble Halkların Demokratik Partisi              | 67       | 62   | 5     |
|        | Partit del Moviment Nacional Milliyetçi Hareket Partisi               | 49       | 49   | =     |
|        | Bon Partit İyi Party                                                  | 43       | 39   | 4     |
|        | Partit de la Felicitat Saadet Partisi                                 | 0        | 2    | 2     |
|        | Partit de la Gran Unió Büyük Birlik Partisi                           | 0        | 1    | 1     |
|        | Partit Democràtic Büyük Birlik Partisi                                | 0        | 1    | 1     |
| Total  | Total                                                                 | 600      | 596  | 4     |